# Dom van Luleå
De Dom van Luleå (Zweeds: Luleå domkyrka) is de kathedraal van het Zweedse bisdom Luleå. De domkerk staat in de binnenstad van Luleå.

## Geschiedenis
De eerste kerk in de stad Luleå was een houten kerk die werd ingewijd in 1667. De opvolger van deze kerk ging verloren in de grote stadsbrand in 1887. Als vervanging voor deze  kerk werd een neogotische kruiskerk gebouwd naar het ontwerp van de Zweedse architect Adolf Emil Melander (1845-1933). Ter ere van koning Oskar II werd de kerk ingewijd als de Oscar Fredriks kyrka. Bij de oprichting van het bisdom Luleå in 1904 werd de kerk de zetelkerk van de bisschop.  

## Beschrijving
De kruisvormige kerk heeft een lengte van 54 meter en een breedte van 35 meter. De kerktoren heeft een hoogte van meer dan 60 meter. Het oorspronkelijke interieur van de kerk was rijk versierd, maar in de jaren 1930 werd het vervangen door een lichter en eenvoudiger interieur in een modernere stijl. Bij de ingang van de kerk zijn er nog restanten te zien van het oude neogotische interieur.

## Orgel
Het orgel van Grönlunds orgelbyggeri AB te Gammelstad werd in 1987 in gebruik genomen. Het bezit 60 registers en meer dan 4500 pijpen.